# قطعنامه ۱۴۵ شورای امنیت
قطعنامه ۱۴۵ شورای امنیت سازمان ملل متحد که در تاریخ ۲۲ ژوئیه ۱۹۶۰ تصویب شد، سندی بین‌المللی دربارهٔ مسئلهٔ کنگو است. این قطعنامه طی نشست ۸۷۹ام با ۱۱ موافق، ۰ مخالف و ۰ ممتنع تصویب شد.